# Xã Middlebury, Quận Elkhart, Indiana
Xã Middlebury (tiếng Anh: Middlebury Township) là một xã thuộc quận Elkhart, tiểu bang Indiana, Hoa Kỳ. Năm 2010, dân số của xã này là 8.498 người.